# Sapho gloriosa
Sapho gloriosa – gatunek ważki z rodziny świteziankowatych (Calopterygidae).